# 瀬野川町
瀬野川町（せのがわちょう）はかつて広島県安芸郡に存在した町である。
1973年3月20日に安佐郡高陽・佐東・安古市各町とともに広島市に編入されて消滅した。現在は全域が広島市安芸区になっている。

## 地理
河川
- 瀬野川 - 海田湾に注ぐ二級河川。

山
- 鉾取山（標高711.5m）
- 呉娑々宇山（ごさそうざん、標高682.2m）
- 原山（標高672.2m）
- 藤ヶ丸山（標高665.4m）
- 水丸山（標高660.2m）
- 洞所山（標高641.4m）
- 長者山（標高571m）
- 天狗防山（標高512m）
- 高城山（標高496.1m）
- 八世以山（標高495.2m）
- 蓮華寺山（標高374.0m）
- 日浦山（標高345.9m）
- 茶臼山（標高271.4m）
- ミノコージ峠 - 安佐北区に通じる峠。

大字
- 上瀬野（かみせの）
- 下瀬野（しもせの）
- 中野（なかの）
- 畑賀（はたか）

## 歴史
沿革
- 1889年4月1日 - 市町村制施行。瀬野川町域には当時いずれも安芸郡に属する上瀬野村・下瀬野村・中野村・畑賀村が存在した。
- 1931年4月1日 - 上瀬野・下瀬野両村が対等合併して瀬野村が成立する。
- 1956年9月30日 - 瀬野・中野・畑賀各村が対等合併して瀬野川町が成立する。
- 1973年3月20日 - 安佐郡高陽・佐東・安古市各町とともに広島市に編入されて消滅する。

## 経済

### 産業
- 農業

『大日本篤農家名鑑』によれば、下瀬野村の篤農家は「山内禎司、濱野内彌蔵、満田新八」、上瀬野村の篤農家は「狩野彌一、横川渉、横川民太郎、小松小三郎」、畑賀村の篤農家は「末田圓助」、中野村の篤農家は「小原伊兵衛、三戸安左衛門」などである。

### 企業
- デンソー　広島工場
- タカキベーカリー　広島本社工場

## 地域

### 教育（1973年3月19日当時のデータ）
小学校
- 瀬野川町立瀬野小学校
- 瀬野川町立中野小学校
- 瀬野川町立畑賀小学校

中学校
- 瀬野中学校 - 広島市編入後の昭和48年4月1日、統合し広島市立瀬野川中学校に改称。

大学
- 広島電機大学 - 1999年広島国際学院大学に改称の後、2023年に廃止。

### 主要施設
- 国立畑賀療養所 - 現：広島市医師会運営・安芸市民病院。

## 交通

### 鉄道
- 日本国有鉄道（国鉄）
  - 山陽本線：瀬野駅 - 安芸中野駅

現在は旧町域に中野東駅およびスカイレールサービス広島短距離交通瀬野線が存在するが、当時は未開業。

### 道路
国道
- 国道2号

主要地方道
- 広島県道33号瀬野川福富本郷線

一般県道
- 広島県道174号瀬野呉線
- 広島県道196号安芸中野停車場線
- 広島県道273号東海田広島線（現・広島県道84号東海田広島線）
- 広島県道274号瀬野船越線
- 広島県道275号下瀬野海田線（現・広島県道85号下瀬野海田線）